# Gat-Mort
Der Gat-Mort ist ein Fluss in Frankreich, der im Département Gironde in der Region Nouvelle-Aquitaine verläuft. Er entspringt im Regionalen Naturpark Landes de Gascogne, im Gemeindegebiet von Hostens, entwässert generell in nordöstlicher Richtung durch das Weinbaugebiet Graves und mündet nach rund 37 Kilometern an der Gemeindegrenze von Beautiran und Castres-Gironde als linker Nebenfluss in die Garonne.

## Orte am Fluss
(Reihenfolge in Fließrichtung)
- Cabanac-et-Villagrains
- Saint-Morillon
- Saint-Selve
- Castres-Gironde
- Beautiran